# كاترين شميت (لاعبة كرة الريشة)
كاترين شميت (بالألمانية: Katrin Schmidt)‏ هي لاعبة كرة الريشة ألمانية، ولدت في 28 سبتمبر 1967 في لانغنهاغن في ألمانيا.

## وصلات خارجية
- كاترين شميت على موقع BWF.tournamentsoftware.com (الإنجليزية)
- كاترين شميت على موقع BWFbadminton.com (الإنجليزية)
- كاترين شميت على موقع اللجنة الأولمبية الدولية (الإنجليزية)
- كاترين شميت على موقع أوليمبيديا (الإنجليزية)